# Hegemoni
 Der er for få eller ingen kildehenvisninger i denne artikel, hvilket er et problem. Du kan hjælpe ved at angive troværdige kilder til de påstande, som fremføres i artiklen.

Hegemoni betegner dominans og bruges blandt andet i politisk sammenhæng.

## Ordets historie
Hegemoni er det oldgræsk ord for overherredømme. Hegemoni var den magt og indflydelse, som en militært stærkere bystat i antikkens Grækenland havde over andre bystater. Allerede i antikken blev begrebet hegemoni udvidet til at omfatte en bystats evne til at dominere på andre måder end ved brug af militærmagt. Begrebet hegemoni kan derfor også relateres til begrebet stormagtsdominans. Som hegemonisk anses det, at kulturelle antagelser, værdier eller normer får magt på bekostning og delvis eksklusion af andre.
 Magt er meget sjældent begrænset til ren udøvelse af brutal styrke... Det romerske imperium styrkede sin autoritet og legitimitet ved at bruge ceremonier, skjule den faktiske magt, ved at fremvise sin succes, belønne de rette traditionerer og fremvise ubegrænsede resurser... Magt er en meget mere kompleks og mystisk kvalitet, end nogen manifestation af den kan give udtryk for. Det handler mere om indtryk og teater og om at overtale dem som autoriteten udøves mod. Overtale dem til at acceptere at det er fornuftigt at underkaste sig autoriteten. I den grad den romerske stats magt var afhængig af vise sin magt, var virkemidlet i antikken (og er) at skabe, manipulere og danne visse opfattelser til folk. I udbredelsen af imperiet, i hvilken som helst grad, var kunst magt. 

 — Jás Elsner (1998)
Imperial Rome and Christian Triumph

## Teorier i dag
I historien har kulturel og politisk magt sjældent nået en perfekt balance. I Ernesto Laclau og Chantal Mouffes seneste værker kan hegemoni forstås som et forsøg på at få en given diskurs til at vinde indflydelse med reduktionistisk retorik og heraf afledt praksis. Med retoriske reduktioner menes en verbal artikulation der universaliserer et givet begreb eller en given forestilling. Hegemonisk praksis er således den proces, hvor dele af diskurser reartikuleres eller flyttes for at underbygge et lederskab eller forestilling. Laclau og Mouffes teori begrunder hegemoniers sammenbrud med, at samfundene ikke længere kan opretholde de enorme militærudgifter, der er nødvendige for at fastholde deres dominans. En sådan teori går grundlæggende ud på at hegemonier med tiden vil erstattes af nye. Unipolaritet er ikke en naturlig tilstand og vil derfor erstattes af bipolaritet. Bipolariteten mellem USA og Sovjet blev vundet af USA. Ifølge teorien vil en ny udfordrer snart melde sin ankomst. Blandt de mulige bud er EU, Indien og Kina.
Hegemoni berører også perspektivet til den alment accepterede historie, som skrives af de kulturelle sejrherrer for et besejret publikum – således hos Antonio Gramsci.